# Villa Glenwood
La villa Glenwood est une villa située au Touquet-Paris-Plage dans le département du Pas-de-Calais en France. Ses façades et ses toitures font l’objet d’une inscription au titre des monuments historiques depuis le 1er décembre 1997.

## Localisation
Cette villa est sise au no 114 avenue de la Reine-Victoria.

## Construction
Avec la villa Karidja, jumelle et mitoyenne, elle a été construite sur les plans de l'architecte Horace Pouillet pour deux sœurs.

## Pour approfondir